# Берлінський міжнародний кінофестиваль 2016
66-й Берлінський міжнародний кінофестиваль — кінофестиваль, який проходив з 11 по 21 лютого 2016 року в столиці Німеччини. Головою міжнародного журі була оголошена американська акторка Меріл Стріп. Фільмом відкриття був обраний американський фільм «Аве, Цезар!» братів Коен. «Золотого ведмедя» отримала італійська документальна стрічка «Пожежа на морі» Джанфранко Розі.

## Перебіг фестивалю
14 жовтня 2015 року було оголошено, що Меріл Стріп очолить міжнародне журі кінофестивалю. «Як голова міжнародного кіноогляду вона виступає вперше. Я радий, що вона повертається в Берлін з її величезним досвідом», — заявив директор Берлінале Дітер Косслік. Почесним «Золотим ведмедем» був нагороджений німецький кінооператор Мікаель Балльгауз. Церемонія вручення нагороди пройде 18 лютого 2016 року, після якої відбудеться спеціальний показ фільму «Банди Нью-Йорка», оператором якого був Балльгауз. 4 грудня 2015 року американський фільм «Аве, Цезар!» братів Коен був оголошений фільмом відкриття кінофестивалю До цього брати Коен відкривали Берлінський кінофестиваль 2011 року фільмом «Справжня мужність».
|                 | Це чудово, що Джоел та Ітан Коени знову відкриватимуть Берлінале. Їх гумор, унікальні герої і фантастичний талант оповіді без сумнівів захоплять аудиторію. «Аве, Цезар!» — ідеальний початок для Берлінале 2016. Оригінальний текст (англ.) It’s wonderful that Joel and Ethan Coen are once again opening the Berlinale. Their humor, unique characters and fantastic narrative skill are guaranteed to thrill the audience. ‘Hail, Caesar!’ is the perfect start for the 2016 Berlinale |
| — Дітер Косслік | |

11 грудня 2015 року стали відомі перші учасники кінофестивалю: 5 фільмів, серед яких один документальний, конкурсу та 3 фільми спеціальних показів Берлінале. 17 грудня 2015 року була оголошена чверть фільмів секції «Панорама», а 18 грудня — десяток фільмів секцій Generation 14plus та Generation Kplus. Також 18 грудня була оприлюднена серія офіційних постерів кінофестивалю, на яких зображений ведмідь у різних місцях Берліна.

## Журі

### Конкурс
- Меріл Стріп — акторка (голова журі)
- Ларс Айдінгер — актор
- Нік Джеймс — кінокритик
- Бріжит Лакомб — фотограф
- Клайв Овен — актор
- Альба Рорвахер — акторка
- Малгожата Шумовська — режисерка

### Дебютний конкурс
- Мішель Франко — режисер
- Енріко Ло Версо — актор
- / Урсула Майєр — режисерка

### Короткометражний конкурс
- Шейха Гур Аль-Касімі — кураторка, директорка Шарджийського художнього фонду
- Катерина Грегос — мистецтвознавець
- Аві Мограбі — режисер

## Програма

### Конкурс
| Фільм                         | Оригінальна назва         | Режисер(и)         | Країна виробництва                |
| ----------------------------- | ------------------------- | ------------------ | --------------------------------- |
| Борис без Беатріс             | Boris sans Beatrice       | Дені Коте          | Канада                            |
| Геній*                        | Genius                    | Майкл Грандадж     | Велика Британія США               |
| Самі в Берліні                | Alone in Berlin           | Венсан Перес       | Німеччина Франція Велика Британія |
| Спецвипуск опівночі           | Midnight Special          | Джефф Ніколс       | США                               |
| Zero Days**                   | Zero Days                 | Алекс Гібні        | США                               |
| Листи з війни                 | Cartas da Guerra          | Іво Феррейра       | Португалія                        |
| Дракон прибуває!              | Ejhdeha Vared Mishavad!   | Мані Гагігі        | Іран                              |
| Пожежа на морі**              | Fuocoammare               | Джанфранко Розі    | Італія Франція                    |
| Колискова для сумної таємниці | Hele Sa Hiwagang Hapis    | Лав Діас           | Філіппіни Сінгапур                |
| Комуна                        | Kollektivet               | Томас Вінтерберг   | Данія Швеція Нідерланди           |
| Майбутнє                      | L'avenir                  | Міа Гансен-Лев     | Франція Німеччина                 |
| Бути 17-річним                | Quand on a 17 ans         | Андре Тешіне       | Франція                           |
| Смерть у Сараєві              | Smrt u Sarajevu           | Даніс Танович      | Боснія і Герцеговина Франція      |
| Сполучені штати любові        | Zjednoczone Stany Milosci | Томаш Василевський | Польща Швеція                     |
| 24 тижні                      | 24 Wochen                 | Енн Зора Берречд   | Німеччина                         |
| Зустрічна течія               | Chang Jiang Tu            | Янг Чао            | КНР                               |
| Геді*                         | Inhebbek Hedi             | Могамед Бен Аттіа  | Туніс Бельгія Франція             |
| Соєвий Неро                   | Soy Nero                  | Рафі Піттс         | Німеччина Франція Мексика         |

* Дебютний фільм режисера

** Документальний фільм

### Поза конкурсом
| Фільм                 | Оригінальна назва                | Режисер(и)            | Країна виробництва |
| --------------------- | -------------------------------- | --------------------- | ------------------ |
| Аве, Цезар!*          | Hail, Caesar!                    | Джоел Коен, Ітан Коен | США                |
| Чірак                 | Chi-Raq                          | Спайк Лі              | США                |
| Новини з планети Марс | Des nouvelles de la planète Mars | Домінік Молль         | Франція Бельгія    |
| Патріарх              | Mahana                           | Лі Тамагорі           | Нова Зеландія      |
| Сент-Амур             | Saint-Amour                      | Бенуа Делепін         | Франція Бельгія    |

* Фільм відкриття кінофестивалю

### Панорама
| Фільм                    | Оригінальна назва                | Режисер(и)                           | Країна виробництва              |
| ------------------------ | -------------------------------- | ------------------------------------ | ------------------------------- |
| Я, Ольга Гепнарова       | Já, Olga Hepnarová               | Томас Вайнреб, Петр Казда            | Чехія Польща Словаччина Франція |
| Злука 48                 | Junction 48                      | Уді Алоні                            | Ізраїль Німеччина США           |
| Перший, останній         | Les Premiers, les Derniers       | Булі Ланнерс                         | Франція Бельгія                 |
| План Меггі               | Maggie's Plan                    | Ребекка Міллер                       | США                             |
| Нащадки                  | Nakom                            | Келлі Даніела Норріс, Тревіс Піттман | Гана США                        |
| Подальше майнове право   | Remainder                        | Омар Фаст                            | Велика Британія Німеччина       |
| З іншого боку            | S one strane                     | Зрінко Огреста                       | Хорватія Сербія                 |
| Мори голодом свою собаку | Starve Your Dog                  | Хішам Ласрі                          | Марокко                         |
| Піщана буря              | Sufat Chol                       | Еліт Зіксер                          | Ізраїль                         |
| Тео і Юго в одному човні | Théo et Hugo dans le même bateau | Олів'є Дюкастель, Жак Мартіно        | Франція                         |
| Сусіди знизу             | The Ones Below                   | Девід Фарр                           | Велика Британія                 |
| Війна з усіма            | War on Everyone                  | Джон Майкл Мак-Дона                  | Велика Британія                 |

### Документальна панорама
| Фільм                      | Оригінальна назва          | Режисер(и)                | Країна виробництва              |
| -------------------------- | -------------------------- | ------------------------- | ------------------------------- |
| Не моргайте — Роберт Френк | Don't Blink — Robert Frank | Лаура Ізраель             | США Франція                     |
| Готель «Даллас»            | Hotel Dallas               | Лівія Унгур, Шерн Лі Хуан | Румунія США                     |
| Маріуполіс                 | Mariupolis                 | Мантас Кведаравічюс       | Литва Німеччина Франція Україна |

### Спеціальні покази Берлінале
| Фільм                                                  | Оригінальна назва                                           | Режисер(и)                                                   | Країна виробництва      |
| ------------------------------------------------------ | ----------------------------------------------------------- | ------------------------------------------------------------ | ----------------------- |
| Музика незнайомців: Йо-Йо Ма та ансамбль Шовковий шлях | The Music of Strangers: Yo-Yo Ma and the Silk Road Ensemble | Морган Невілл                                                | США                     |
| Пори року в Кенсі: Чотири портрети Джона Бергера       | The Seasons in Quincy: Four Portraits of John Berger        | Колін Мак-Кейб, Крістофер Рот, Бартек Дзядош, Тільда Свінтон | Велика Британія         |
| Куди вторгнутися далі                                  | Where to Invade Next                                        | Майкл Мур                                                    | США                     |
| Тиха пристрасть                                        | A Quiet Passion                                             | Теренс Девіс                                                 | Велика Британія Бельгія |
| Огидний                                                | Creepy                                                      | Кійосі Куросава                                              | Японія                  |
| Серйозна гра                                           | Den allvarsamma leken                                       | Пернілла Аугуст                                              | Швеція Данія Норвегія   |
| Милі попереду                                          | Miles Ahead                                                 | Дон Чідл                                                     | США                     |
| Національний птах                                      | National Bird                                               | Соня Кеннебек                                                | США                     |

## Інші програми
| Програма          | Фільм / Оригінальна назва                                                                       | Режисер(и)                              | Країна                       | Рік  |
| ----------------- | ----------------------------------------------------------------------------------------------- | --------------------------------------- | ---------------------------- | ---- |
| «Тедді30»         | 1 Берлін–Гарлем / 1 Berlin Harlem                                                               | Лотар Ламберт, Вольфрам Зобус           | Німеччина                    | 1974 |
| «Тедді30»         | Не такий як усі / Anders als die Andern                                                         | Ріхард Освальд                          | Німеччина                    | 1919 |
| «Тедді30»         | Перед Стоунвольскими заколотами / Before Stonewall                                              | Грета Шиллер, Роберт Розенберг          | США                          | 1984 |
| «Тедді30»         | Заклинання синіх моряків / Die Betörung der Blauen Matrosen                                     | Ульріке Оттінгер                        | Німеччина                    | 1975 |
| «Тедді30»         | Луг речей / Die Wiese der Sachen                                                                | Гайнц Емігхольц                         | Німеччина                    | 1988 |
| «Тедді30»         | Гендернавти / Gendernauts                                                                       | Моніка Тройт                            | Німеччина                    | 1999 |
| «Тедді30»         | Я стріляла в Енді Воргола / I Shot Andy Warhol                                                  | Мері Геррон                             | США                          | 1996 |
| «Тедді30»         | Я, ти, він, вона / Je, tu, il, elle                                                             | Шанталь Акерман                         | Франція Бельгія              | 1974 |
| «Тедді30»         | У пошуках Ленгстона / Looking for Langston                                                      | Ісаак Жюльєн                            | Велика Британія              | 1989 |
| «Тедді30»         | Хованки / Machboim                                                                              | Ден Волмен                              | Ізраїль                      | 1979 |
| «Тедді30»         | Мармурова дупа / Marble Ass                                                                     | Желімир Жілник                          | Югославія                    | 1995 |
| «Тедді30»         | Лесбійські поцілунки / Nitrate Kisses                                                           | Барбара Гаммер                          | США                          | 1992 |
| «Тедді30»         | Жінка-кавун / The Watermelon Woman                                                              | Шеріл Дьюнай                            | США                          | 1996 |
| «Тедді30»         | Розв'язані язики / Tongues Untied                                                               | Марлон Ріггз                            | США                          | 1989 |
| «Тедді30»         | Усю ніч / Toute une nuit                                                                        | Шанталь Акерман                         | Франція Бельгія              | 1982 |
| «Тедді30»         | За склом / Tras el cristal                                                                      | Агусті Віларонга                        | Іспанія                      | 1987 |
| Generation 14plus | У твоїх мріях! / Ani ve snu!                                                                    | Петр Оукропец                           | Чехія                        |      |
| Generation 14plus | Народжений для танців / Born to Dance                                                           | Теммі Девіс                             | Нова Зеландія                |      |
| Generation 14plus | Дівчина уві сні / Girl Asleep                                                                   | Розмарі Майєрс                          | Австралія                    |      |
| Generation 14plus | Рослини / Las Plantas                                                                           | Роберто Доверіс                         | Чилі                         |      |
| Generation 14plus | Дикі / Sairat                                                                                   | Награж Маньюле                          | Індія                        |      |
| Generation 14plus | Ганчірковий союз / Тряпичный союз                                                               | Михайло Местецький                      | Росія                        |      |
| Generation 14plus | Що в темряві / What's in the Darkness                                                           | Ічун Ван                                | КНР                          |      |
| Generation Kplus  | Фортуна любить сміливих / ENTE GUT! Mädchen allein zu Haus                                      | Норберт Лекнер                          | Німеччина                    |      |
| Generation Kplus  | Юні борці / Genç Pehlivanlar                                                                    | Мете Гюмюрган                           | Туреччина Нідерланди         |      |
| Generation Kplus  | Рауф / Rauf                                                                                     | Барс Кая, Сонер Кенер                   | Туреччина                    |      |
| Generation Kplus  | Сів втрачає сон / Siv sover vilse                                                               | Катті Едфельдт, Лена Ганно Клайн        | Швеція Нідерланди            |      |
| Generation Kplus  | Монстр Моллі Теда Сігера / Ted Sieger's Molly Monster — Der Kinofilm                            | Тед Сігер, Матіас Брюн, Мікаель Екбладг | Німеччина Швейцарія Швеція   |      |
| Generation Kplus  | Зуд / Zud                                                                                       | Марта Мінорович                         | Німеччина Польща             |      |
| «Абориген»        | Обійми змія / El abrazo de la serpiente                                                         | Сіро Герра                              | Колумбія Венесуела Аргентина |      |
| «Абориген»        | Капарінджіюк: Знання інуїтів і зміна клімату / Qapirangijuq: Inuit Knowledge and Climate Change | Захаріас Кунук, Ієн Мауро               | Канада                       |      |

## Нагороди
Нагороди були розподілені таким чином:
- «Золотий ведмідь» — «Пожежа на морі» (реж. Джанфранко Розі)
- «Срібний ведмідь» за найкращу режисуру — Міа Гансен-Лев за «Майбутнє»
- «Срібний ведмідь» найкращій акторці — Тріне Дюргольм за «Комуну»
- «Срібний ведмідь» найкращому актору — Майд Мастоура за «Геді»
- «Срібний ведмідь» за найкращий сценарій — Томаш Василевський за «Сполучені штати любові»
- «Срібний ведмідь» за найкращу операторську роботу — Марк Лі Пінбінь за «Зустрічну течію»
- Почесний «Золотий ведмідь» — Мікаель Балльгауз
- Гран-прі журі — «Смерть у Сараєві» (реж. Даніс Танович)
- Приз імені Альфреда Бауера — «Колискова для сумної таємниці» (реж. Лав Діас)
- Найкращий дебютний фільм — «Геді» (реж. Могамед Бен Аттіа)

### Незалежні нагороди
- Нагорода екуменічного журі
  - Конкурс — «Пожежа на морі» (реж. Джанфранко Розі)
  - Панорама — «Перший, останній» (реж. Булі Ланнерс)
  - Форум — «Бараках зустрічає бараках» (реж. Магмуд Саббаг) та «Стрибуни» (реж. Абу Бакар Сідібе, Естефан Вагнер, Моріц Сіберт)
- Нагорода ФІПРЕССІ
  - Конкурс — «Смерть у Сараєві» (реж. Даніс Танович)
  - Панорама — «Алоїз» (реж. Тобіас Нелле)
  - Форум — «Революція не транслюватиметься» (реж. Рама Тьяв)